# Untitled (Korn)
L'ottavo album in studio del gruppo musicale statunitense Korn è stato pubblicato il 31 luglio 2007 dalla Virgin Records e dalla EMI. Non presenta un titolo ufficiale, e viene solitamente indicato come Untitled.

## Descrizione
Il disco è stato lasciato volutamente senza titolo dal cantante Jonathan Davis, che ha dichiarato:
L'album è anche noto con il titolo The Ominous Root, dal nome dell'opera di Richard H. Kirk realizzata per la copertina.
Questo album presenta delle sonorità elettroniche ed influenze industrial metal dovute principalmente alla collaborazione dei Korn con il team formato da Atticus Ross e dai The Matrix, collaborazione già avvenuta per la realizzazione del precedente See You on the Other Side, pubblicato nel 2005. Dunque, con questo album la band tralascia leggermente le vecchie sonorità nu metal/crossover che l'hanno da sempre caratterizzata, per proseguire con il progetto iniziato con il precedente lavoro. Inoltre, alla realizzazione dell'album hanno partecipato anche due batteristi, Terry Bozzio e Brooks Wackerman, a causa dell'uscita dal gruppo dello storico batterista David Silveria.
Sulla pagina Myspace ufficiale della band è stato possibile ascoltare in anticipo i pezzi Evolution e I Will Protect You, mossa commerciale per evitare la diffusione illegale dell'album.

## Tracce
1. Intro – 1:57
2. Starting Over – 4:02 (Korn, Atticus Ross, Zac Baird)
3. Bitch We Got a Problem – 3:25 (Korn, The Matrix, Atticus Ross, Zac Baird)
4. Evolution – 3:35 (Korn, The Matrix, Zac Baird)
5. Hold On – 3:05 (Korn, The Matrix, Zac Baird)
6. Kiss – 4:10 (Korn, Atticus Ross, Leo Ross, Zac Baird)
7. Do What They Say – 4:17 (Korn, The Matrix, Atticus Ross, Leo Ross, Zac Baird)
8. Ever Be – 4:50 (Korn, The Matrix, Terry Bozzio, Zac Baird)
9. Love and Luxury – 3:01 (Korn, The Matrix, Zac Baird)
10. Innocent Bystander – 3:28 (Korn, The Matrix, Zac Baird)
11. Killing – 3:37 (Korn, The Matrix, Terry Bozzio, Zac Baird)
12. Hushabye – 3:52 (Korn, The Matrix, Zac Baird)
13. I Will Protect You – 5:28 (Korn, The Matrix, Terry Bozzio, Zac Baird)

Tracce bonus nell'edizione deluxe
1. Sing Sorrow – 4:32
2. Overture or Obituary – 3:02

Contenuto bonus nella riedizione australiana del 2008
- Audio

1. Haze – 2:48

- Video

1. Hold On Video – 3:33
2. Hold On Video Trailer #1 The People of Ballsville Love Ballsville Beef Party – 1:01
3. Hold On Video Trailer #2 T V Commercial for Ballsville Beef Party – 0:30
4. Hold On Video Trailer #3 Dark Stranger's Personal Message to Ballsville Beef Party – 0:30
5. Hold On Video Trailer #4 Ballsville Channel 3 News, Last Interview with J C Kornato – 1:12
6. Haze Video Game Trailer – 0:30

## Formazione
Gruppo
- Jonathan Davis – voce, batteria (tracce 3 e 9), batteria aggiuntiva (tracce 6 e 12)
- James "Munky" Shaffer – chitarra
- Reginald "Fieldy" Arvizu – basso

Altri musicisti
- Terry Bozzio – batteria (tracce 2, 6, 7, 8, 11 e 13)
- Brooks Wackerman – batteria (tracce 4, 5, 10 e 12)

Produzione
- Atticus Ross – produzione, missaggio (tracce 1 e 3)
- Korn – produzione
- The Matrix – produzione (tracce 4, 5, 10 e 12)
- Jim "Bud" Monti – registrazione, ingegneria del suono
- Frank Filipetti – registrazione, ingegneria del suono
- Doug Trantow – ingegneria del suono aggiuntiva, missaggio (tracce 1 e 3)
- Alan Moulder – missaggio (tracce 2, 5, 6, 8 e 9)
- Terry Date – missaggio (tracce 4, 7, 10-13)
- Stephen Marcussen – mastering
- Stewart Whitmore – montaggio digitale
- Leo Ross – assistenza alla produzione
- Jeffrey Kwatinetz – produzione esecutiva

## Classifiche
| Classifica (2007)          | Posizione massima |
| -------------------------- | ----------------- |
| Australia                  | 11                |
| Austria                    | 3                 |
| Belgio (Fiandre)           | 28                |
| Belgio (Vallonia)          | 17                |
| Canada                     | 5                 |
| Danimarca                  | 20                |
| Finlandia                  | 2                 |
| Francia                    | 8                 |
| Germania                   | 3                 |
| Italia                     | 19                |
| Messico                    | 11                |
| Norvegia                   | 24                |
| Nuova Zelanda              | 3                 |
| Paesi Bassi                | 32                |
| Regno Unito                | 15                |
| Regno Unito (rock & metal) | 1                 |
| Spagna                     | 55                |
| Stati Uniti                | 2                 |
| Stati Uniti (alternative)  | 1                 |
| Stati Uniti (hard rock)    | 1                 |
| Stati Uniti (rock)         | 1                 |
| Stati Uniti (tastemaker)   | 2                 |
| Svezia                     | 17                |
| Svizzera                   | 9                 |